# Giuseppe Rotunno
Giuseppe Rotunno (* 19. März 1923 in Rom; † 7. Februar 2021 ebenda) war ein italienischer Kameramann.

## Leben
Rotunno arbeitete ab den 1940er-Jahren als einfacher Kameramann an Filmproduktionen, darunter so unterschiedliche Filme wie Vittorio De Sicas Neorealismus-Klassiker Umberto D. (1952) und der Abenteuerfilm Attila, die Geißel Gottes. Sein erster Film als Chefkameramann war im Jahr 1955 Dino Risis Spielfilm Liebe, Brot und tausend Küsse mit Sophia Loren in der Hauptrolle. Bis zum Jahr 1997 sollte Rotunno als Chefkameramann an mehr als 75 Spielfilmen sowie zusätzlich einigen Dokumentarfilmen und Fernsehproduktionen arbeiten.
Bekannt wurde Rotunno durch seine Arbeit mit künstlerisch führenden italienischen Regisseuren, beispielsweise gleich mit mehreren an dem Episodenfilm Boccaccio 70. Eine seiner ersten bedeutenden Kameraarbeiten war 1957 die bei Luchino Viscontis Literaturverfilmung Weiße Nächte, mit dem er später auch die Filmklassiker Rocco und seine Brüder und Der Leopard drehte. Von den späten 1960er- bis in die 1980er-Jahre arbeitete Rotunno sehr erfolgreich mit Federico Fellini bei acht Filmen zusammen, darunter Fellinis Satyricon, Fellinis Roma und Amarcord. Mit Liliana Cavani drehte er 1974 den Skandalfilm Der Nachtportier. Bereits ab Mitte der 1960er-Jahre arbeitete Rotunno auch an englischsprachigen Produktionen, beispielsweise Die Bibel (1966), Red Sonja (1985), Rent-a-Cop (1987), Die Abenteuer des Baron Münchhausen (1988) und Sabrina (1995). Sein letzter Film war der Dokumentarfilm Marcello Mastroianni: mi ricordo, sì, io mi ricordo aus dem Jahr 1997.
Die im Filmabspann erwähnten Kürzel A.I.C. und A.S.C. weisen auf Rotunnos Mitgliedschaft sowohl in der italienischen als auch in der US-amerikanischen Standesorganisation der Kameraleute hin. Er starb im Februar 2021, sechs Wochen vor seinem 98. Geburtstag, in Rom.

## Preise und Auszeichnungen
Für seine Kameraarbeit an Bob Fosses Musicalfilm All That Jazz (1979) wurde Rotunno im Jahr 1980 für einen Oscar nominiert und gewann 1981 den BAFTA. 1966, 1984, 1986, 1990 und 2006 wurde er mit dem David di Donatello ausgezeichnet. Er wurde siebenmal mit dem Nastro d’Argento für die beste Kamera geehrt.

## Filmografie (Auswahl)
- 1955: Liebe, Brot und tausend Küsse (Pane, amore e …)
- 1957: Keine Schonzeit für Blondinen (La ragazza del Palio)
- 1957: Weiße Nächte (Le Notti Bianche)
- 1958: Anna von Brooklyn (Anna di Brooklyn)
- 1959: Man nannte es den großen Krieg (La grande guerra)
- 1959: Das letzte Ufer (On the Beach)
- 1960: Jovanka und die anderen (Jovanka e le altre)
- 1960: Rocco und seine Brüder (Rocco e i suoi fratelli)
- 1961: Das Spukschloß in der Via Veneto (Fantasmi a Roma)
- 1962: Boccaccio 70
- 1963: Der Leopard (Il Gattopardo)
- 1963: Gestern, heute und morgen (Ieri, oggi e domani)
- 1963: Die Peitsche im Genick (I compagni)
- 1966: Die Bibel (The Bible: In the Beginning…)
- 1967: Der Fremde (Lo straniero)
- 1968: Außergewöhnliche Geschichten (Histoires extraordinaires)
- 1968: Candy
- 1968: Schlacht um Anzio (Anzio)
- 1969: Das Geheimnis von Santa Vittoria (The Secret of Santa Vittoria)
- 1969: Fellinis Satyricon (Fellini – Satyricon)
- 1970: Sonnenblumen (I girasoli)
- 1971: Die Kunst zu lieben (Carnal Knowledge)
- 1972: Fellinis Roma (Roma)
- 1972: Der Mann von La Mancha (Man of La Mancha)
- 1973: Amarcord
- 1973: Liebe und Anarchie (Film d’amore e d’anarchia – Ovvero “Stamattina alle 10 in via dei Fiori nella nota casa di tolleranza…”)
- 1974: Der Nachtportier (Il Portiere di notte)
- 1976: Fellinis Casanova (Il Casanova di Federico Fellini)
- 1978: Amore, piombo e furore
- 1979: Hinter dem Rampenlicht (All That Jazz)
- 1979: Orchesterprobe (Prova d’orchestra)
- 1980: Fellinis Stadt der Frauen (La città delle donne)
- 1980: Popeye – Der Seemann mit dem harten Schlag (Popeye)
- 1981: Das Rollover-Komplott (Rollover)
- 1982: Am Rande des Abgrunds (Five Days One Summer)
- 1983: Fellinis Schiff der Träume (E la nave va)
- 1983: Im Wendekreis des Kreuzes (The Scarlet and the Black) (Fernsehfilm)
- 1984: Desiderio
- 1985: Red Sonja
- 1987: Rent-a-Cop
- 1988: Die Abenteuer des Baron Münchhausen (The Adventures of Baron Munchhausen)
- 1991: In Sachen Henry (Regarding Henry)
- 1992: Es war einmal ein Mord (Once upon a crime) – Regie: Eugene Levy
- 1994: Wolf – Das Tier im Manne (Wolf)
- 1995: Sabrina
- 1996: The Stendhal Syndrome (La sindrome di Stendhal)
- 1997: Marcello Mastroianni: mi ricordo, sì, io mi ricordo (Dokumentarfilm)

## Einzelnachweis
1. ↑  È morto Peppino Rotunno, il maestro della fotografia di Visconti e Fellini

| Personendaten    | Personendaten            |
| ---------------- | ------------------------ |
| NAME             | Rotunno, Giuseppe        |
| KURZBESCHREIBUNG | italienischer Kameramann |
| GEBURTSDATUM     | 19. März 1923            |
| GEBURTSORT       | Rom, Italien             |
| STERBEDATUM      | 7. Februar 2021          |
| STERBEORT        | Rom, Italien             |